# Thamnophilus subfasciatus
Thamnophilus subfasciatus, "nordlig rostkronad myrtörnskata", är en fågelart i familjen myrfåglar inom ordningen tättingar. Den betraktas oftast som underart till rostkronad myrtörnskata (Thamnophilus ruficapillus), men urskiljs sedan 2016 som egen art av Birdlife International och IUCN. Internationella naturvårdsunionen IUCN kategoriserar den som livskraftig.
Fågeln förekommer i Anderna och delas in i tre underarter med följande utbredning:
- T. s. jaczewskii – Anderna i norra Peru (centrala Cajamarca, Amazonas söder om Marañónfloden samt i nordvästra San Martín)
- T. s. marcapatae – Andernas östsluttning i södra Peru (östra Cuzco, Puno)
- T. s. subfasciatus – Andernas östsluttning i nordvästra Bolivia (La Paz, västra Cochabamba)